# آشیکاگا یوشی‌ماسا
آشیکاگا یوشی‌ماسا (به ژاپنی: 足利 義政 Ashikaga Yoshimasa)

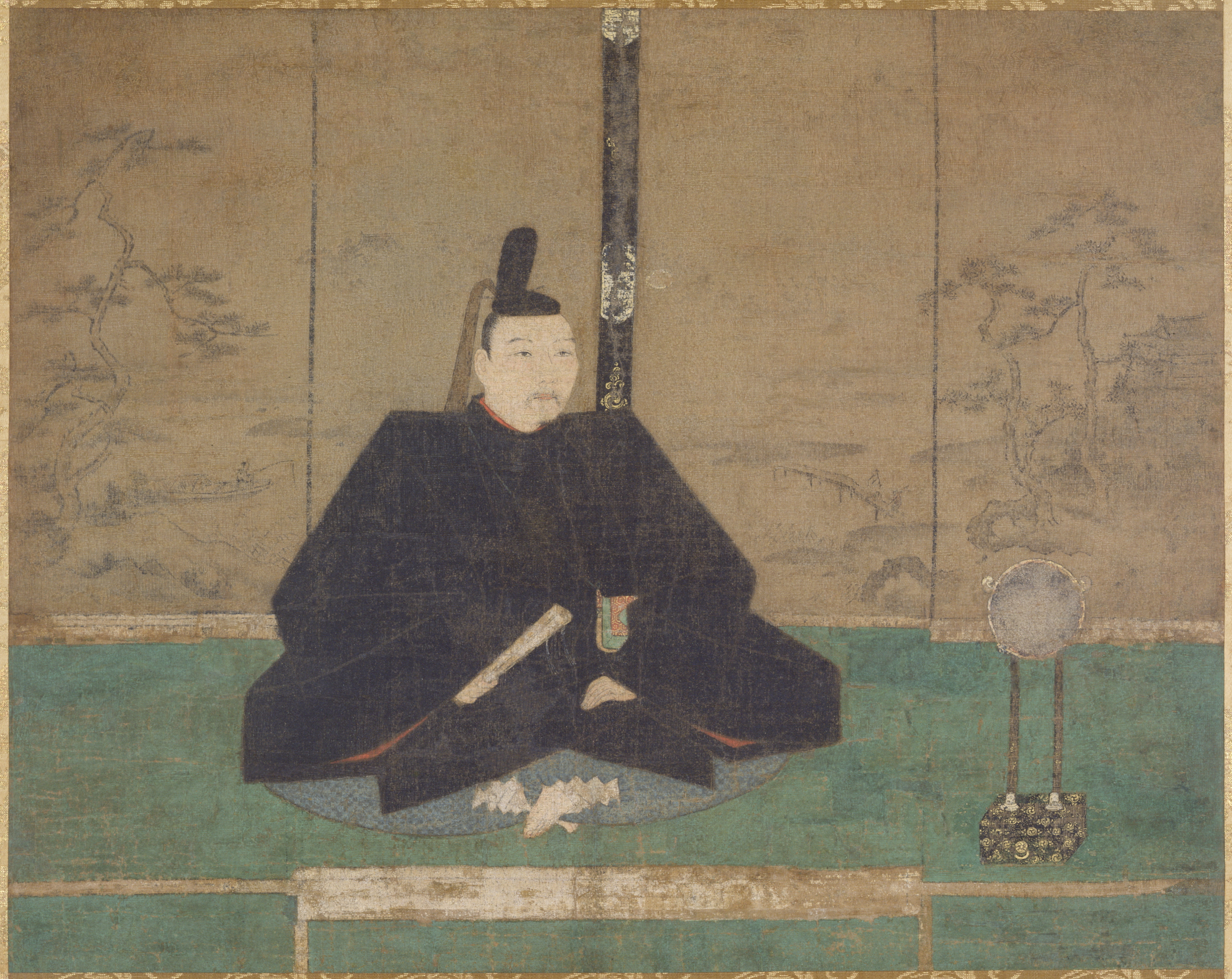
آشیکاگا یوشی‌ماسا

(۱۴۳۵–۱۴۹۰) هشتمین شوگون در شوگون‌سالاری آشیکاگا بود. او نخست چون فرزندی از خود نداشت، برادر کوچکتر خود آشیکاگا یوشیمی را به عنوان جانشین انتخاب کرد اما پس از آنکه همسرش هینو تومیکو فرزند پسری به دنیا آورد پسر خود آشیکاگا یوشی‌هیسا را به جانشینی برگزید. بر سر مسئلهٔ جانشینی بین او و برادرش اختلاف درگرفت و در نهایت این اختلاف به جنگ اونین منجر شد.